# 佩卡里夫
51°28′29″N 32°37′15″E / 51.47472°N 32.62083°E
佩卡里夫（烏克蘭語：Пекарів），是烏克蘭北部的村莊，隸屬切爾尼希夫州的科留基夫卡區。該村始建於1600年，面積1.61平方公里，海拔高度120米，2001年人口416，人口密度每平方公里258.4人。